# 研究員おすすめの一冊
研究員おすすめの一冊（けんきゅういん おすすめのいっさつ）は日立総合計画研究所のウェブコンテンツ『HANDSHAKING』内の書評コーナー。
日立製作所のシンクタンクである日立総合計画研究所の研究員として観点から、書評を展開しており、ビジネス用途のものが多く紹介されている。

## これまでの書評一覧
1. 「組織の衰退」
2. 「踊る大捜査線に学ぶ組織論入門」ISBN 476126277X
3. 「ナレッジ社会の新たな知識形態の実践」
4. 「研究者という職業」ISBN 4489006853
5. 「運命の法則」
6. 「スモールワールド・ネットワーク」ISBN 4484041162
7. 「闇先案内人」
8. 「オシムの言葉―フィールドの向こうに人生が見える」ISBN 4797671084
9. 「失敗の本質―日本軍の組織論的研究」ISBN 4122018331
10. 「巨像も踊る」
11. 「実行力不全」
12. 「『知』のスピードが壁を破る進化しつづける組織の創造」
13. 「ホンネで動かす組織論」
14. 「失敗学のすすめ」
15. 「CIAは何をしていた？」
16. 「ブルー・オーシャン戦略競争のない世界を創造する」
17. 「安心社会から信頼社会へ-日本型システムの行方－」
18. 「サムスンの研究」
19. 「君主論」
20. 「『みんなの意見』は案外正しい」
21. 「第五の権力　アメリカのシンクタンク」